# Rebita indica
Rebita indica är en fjärilsart som beskrevs av Moore 1879. Rebita indica ingår i släktet Rebita och familjen tandspinnare. Inga underarter finns listade.